# Talana (Ort)
Talana ist eine italienische Gemeinde (comune) mit 935 Einwohnern (Stand 31. Dezember 2024) in der Provinz Ogliastra auf Sardinien. Die Gemeinde liegt etwa 18,5 Kilometer nordwestlich von Tortolì am Parco Nazionale del Golfo di Orosei e del Gennargentu.